# 纳米比亚历史
納米比亞的歷史經歷了幾個不同的階段，從19世紀末期的德國殖民地直到1990年納米比亞的獨立建國。
1884年，德国占领納米比亞沿海地区，並於1890年佔領全境，自此成為德屬西南非殖民地，但在第一次世界大戰中被英國和葡萄牙(即萄屬安哥拉)聯合吞併。第一次世界大戰後，國際聯盟授英屬南非管理納米比亞領土，並和英屬南非合併，名為英屬西南非。國際聯盟解散後，南非拒绝将西南非洲纳入联合国托管地。自20世紀60年代起，欧洲列强纷纷允许其非洲殖民地独立，使得英屬南非政府受到納米比亞独立的压力，南非政府於1990年同意纳米比亚独立。1990年3月21日，纳米比亚建國。

## 殖民前时代
在今居住在纳米比亚地区的人来源较多。最为著名的是布须曼人，博茨瓦納和南非人，他们普遍被认为最早移入现今纳米比亚。

### 班图人迁徙
17世纪，赫雷罗人（一个以畜牧为生的游牧民族）迁入纳米比亚。他们来自东非湖区，从西北进入纳米比亚。他们最初居住在卡奥科兰，但在19世纪中叶，一些部落进一步向南迁入达马拉兰。一些部落仍留在卡奥科兰：他们就是辛巴族，至今仍住在那里。在德国占领西南非洲期间，大约三分之一的人口在种族灭绝中被消灭

### 奥拉姆斯
19世纪，白人农民（主要为布尔人）进一步向北迁移，将土著科伊桑人赶过了奥兰治河，但科伊桑人进行了激烈的抵抗。这些科伊桑人被称为Oorlams，他们采用了布尔人的习俗，讲一种类似于南非荷兰语的语言。

### 巴斯特移民
最后一批抵达纳米比亚的人是巴斯特人，他们是布尔男人和非洲女人（大部分是科伊桑人）的后裔。他们是加尔文教徒。

### 欧洲探索者的影响
1485年，葡萄牙航海家迪奥戈·康最早踏足纳米比亚这块土地。
1793年，开普敦的荷兰殖民者决定控制鲸湾港，由于那是沿岸一带的深水港。
19世纪40年代，德国莱茵传教会开始在纳米比亚进行工作，并与伦敦传教会合作。直到19世纪，当欧洲列强试图瓜分非洲大陆，以德国为首的欧洲人才对纳米比亚产生了兴趣。
英国首次对纳米比亚部分地区提出领土要求是在1797年占领鲸湾港时，当时英国确认了定居点的存在，并允许好望角殖民地于1878年吞并该地。此次吞并是为了阻止德国对该地区的野心，同时也确保了对通往好望角殖民地和非洲东海岸其他英国殖民地的良好深水港的控制。
1883年，德国商人阿道夫·吕德里茨从纳马酋长约瑟夫·弗雷德里克斯二世手中买下了安格拉佩克纳。

## 德属西南非洲
1884年，德国占领西南非洲沿海地区，宣布该地区为德国殖民地，名为德属西南非洲。
在宣布吕德里茨和大西洋沿岸的广大地区为德国保护国后不久，德国军队就部署在该地区。与当地部落的冲突也随之爆发，其中最严重的就是纳马夸人。在部落首领亨德里克·维特博伊的领导下，纳马夸人对德国的占领进行了激烈的抵抗。
1890年德国占领西南非洲全境。1894年，西奥多·洛伊特温少校被任命为德属西南非洲总督。

## 南非统治
1915年，在第一次世界大战时，南非发动军事行动，占领了德国西南非洲殖民地。
1920年12月17日，根据《国际联盟盟约》第22条的规定以及国际联盟理事会的C级托管协议，南非接管西南非洲。
第二次世界大战后，南非拒绝了将西南非洲纳入联合国托管地。尽管南非非常希望将西南非洲纳入版图，但是官方最后没有那么做。1960年，欧洲列强纷纷允许他们非洲殖民地独立。南非政府受到让西南非洲独立的压力。
1968年6月，联合国大会决议将西南非洲更名为纳米比亚。

## 独立
1980年代，随着国际社会压力增大和南非逐渐实现民主化和种族平等，南非终于同意纳米比亚独立。
1990年2月9日制订了纳米比亚宪法，3月21日，纳米比亚宣布独立，薩姆·努喬馬成为首任总统。
1994年南非將鲸湾港歸還納米比亞。